# Таебла
Таебла (ест. Taebla) село је на западу Естоније. Налази се у централном делу округа Ланема и административни је центар општине Лане-Нигула.
Према подацима са пописа становништва 2011. у селу је живело 843 становника.